# 張英華
張 英華（ちょう えいか）は中華民国の政治家。北京政府の要人で、後に南京国民政府（汪兆銘政権）にも加入した。字は月笙。

## 事績

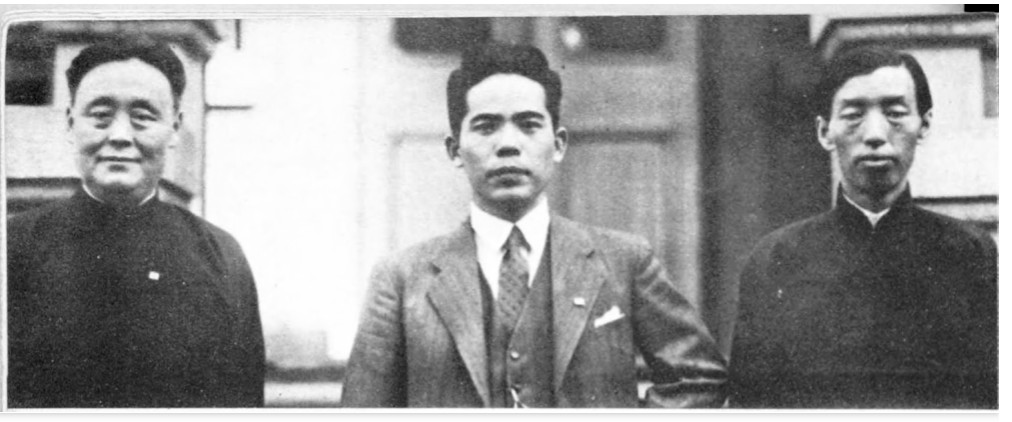
張英華（左）、小日向白朗（中）、石友三（右）
1936年5月6日、天津にて

省立北洋大学を卒業後、イギリスに留学する。マンチェスター大学などを卒業した。帰国後は、私立北京民国大学の教授となる。1918年（民国7年）、四川省川南塩務稽核所経理となり、翌年に四川塩務使代理に就任した。1921年（民国10年）8月、河東塩運使に異動する。翌年1月には、甘粛省財政庁長に就任した。
同年6月、蘇州関監督を経て、8月に北京政府中央で財政部次長兼塩務署署長、稽核所総弁、全国財政討論会委員長に就いた。1923年（民国13年）、張紹曽内閣の劉恩源が中途辞任したのを受け、張英華が財政総長署理となる。このとき、幣制局総裁と全国煙酒事務署督弁も兼ねた。続く高凌霨内閣でもそのまま財政総長署理にあったが、7月、辞任した。
1925年（民国14年）、直隷派・呉佩孚の下で、十四省討賊聯軍籌餉処督弁に任命される。翌年5月には、河南省省長に任命されたが、実際には就任しなかった。それから政界を一時引退していたが、後に中国青年党に加入する。張英華は天津青幇の大物でもあり、小日向白朗（尚旭東）や石友三とも交友があった。
1940年（民国29年）3月18日、汪兆銘（汪精衛）が南京で主宰した中央政治会議に、張英華と趙毓松は中国青年党代表の議員として出席した。汪兆銘政権が正式に成立すると、張は国民政府委員会委員に任命される。しかし、中央政治会議を改組した中央政治委員会の委員や五院正副院長、部長（閣僚）には政権崩壊まで一度も任命されなかった。経歴や年齢では後輩の趙（1897年生）に比べ、張が政権内で冷遇されていたことは否めない。
日本敗北後の1945年（民国34年）12月5日、斉燮元らと共に、張英華は軍事委員会調査統計局（軍統）に天津で逮捕された。しかし、その後の張の行方は不詳となっている。

## 注

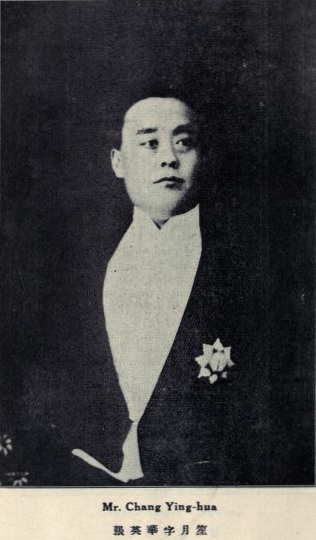
北京政府時代の張英華
Who's Who in China 3rd ed. (1925)

1. ↑  朽木(1966)、184頁。
2. ↑  汪・安藤(1941)、262-264頁。
3. ↑  趙毓松の回顧録である松本・古沢(1978)においては、党の同僚であるはずの張英華や中央政治会議出席について全く言及していない。
4. ↑  劉ほか編(1995)によれば、張英華の国民政府委員在任について、1944年までは確認できる。
5. ↑  趙毓松は中央政治委員会委員に任命され、閣僚としても農鉱部長・司法行政部長・銓叙部長を歴任した。
6. ↑  李(2002)、616頁。この文献の執筆者である李鵬図は斉燮元の義弟であり、李自身も逮捕されている。